# Кечуу
Кечуу (кирг. Кечүү) — село в Аксыйском районе Джалал-Абадской области Кыргызстана. Входит в состав Ак-Жолского айылного аймака.

## География
Село расположено в южной части области, на правом берегу реки Кичи-Ак-Джол (бассейн реки Кара-Суу), на расстоянии приблизительно 41 километра (по прямой) к северо-востоку от города Кербен, административного центра района. Абсолютная высота — 1173 метра над уровнем моря.

## Население
Согласно оценочным данным Национального статистического комитета Кыргызской Республики, численность населения села на начало 2023 года составляла 837 человек.
| год     | 2009 | 2014 | 2015 | 2020 | 2021 | 2023 |
| ------- | ---- | ---- | ---- | ---- | ---- | ---- |
| человек | 677  | 765  | 781  | 846  | 848  | 837  |